# Arsfenamin

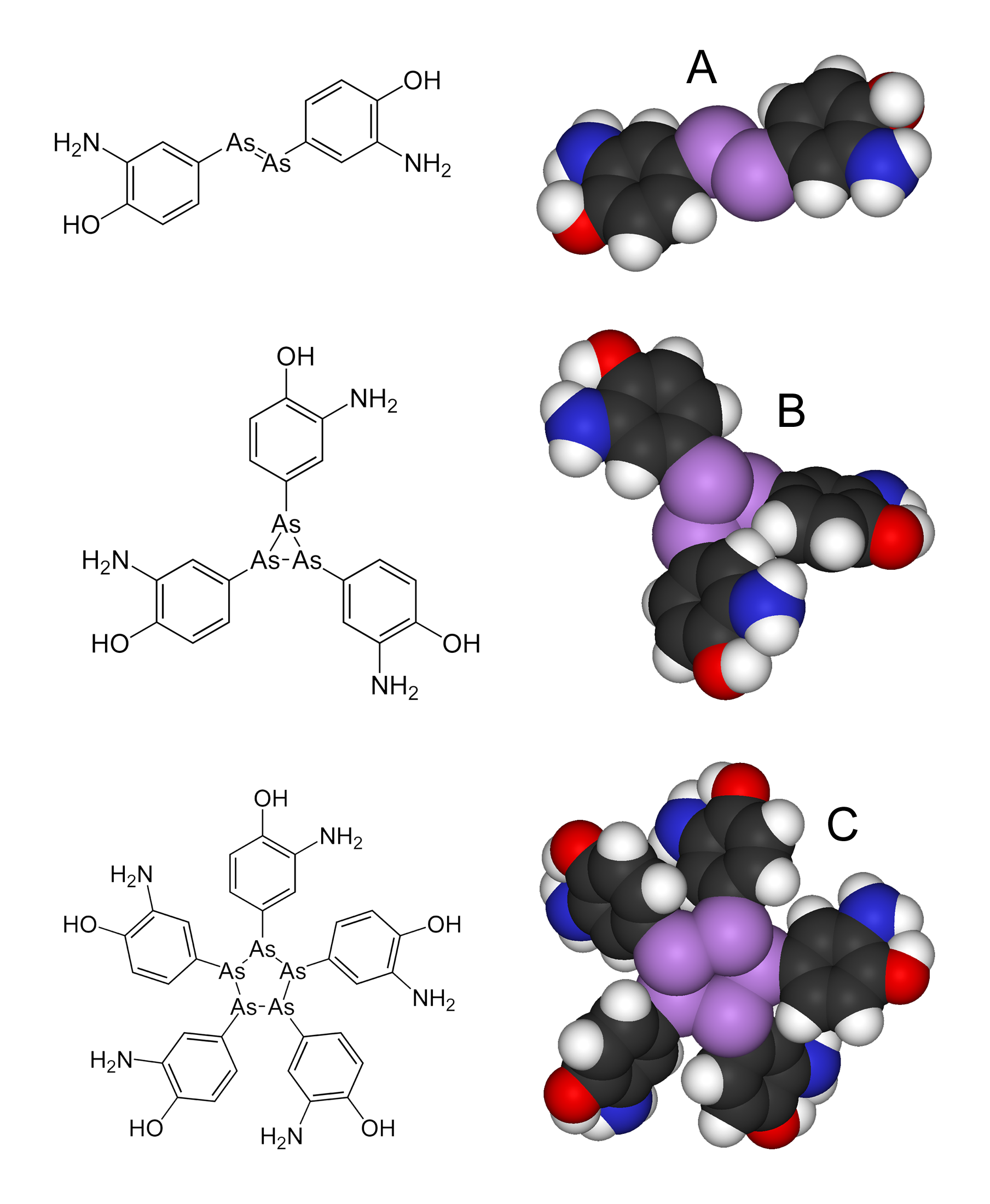
Struktuformler för arsfenamin. Ämnet antogs länge ha strukturformeln A, motsvarande en dimer, men undersökningar med masspektroskopi publicerade 2005 kom fram till det består av en blandning av trimerformen B och pentamerformen C.

Arsfenamin är en läkemedelssubstans som lanserades 1910 och som från 1910-talet till 1940-talet användes flitigt som antibiotika för att bland annat behandla syfilis, huvudsakligen under läkemedelsnamnet Salvarsan från latinets salvare, rädda, och arsea, arsenik. Arsfenamin är ett arsenikorganiskt ämne och var det första modernt syntetiskt framställda läkemedelssubstansen och blev startskottet för modern kemoterapi.

## Historik
Arsfenamin/Salvarsan framställdes första gången hösten 1909 i nobelpristagaren Paul Ehrlichs laboratorium i Frankfurt am Main, och kom i klinisk användning redan 1910.
Ehrlich letade vid sina undersökningar efter en invärtes kemisk behandling av infektionssjukdomar (kemoterapi) i form av läkemedel som har stark benägenhet att angripa de sjukdomsalstrande mikroorganismerna utan att i särskilt stor utsträckning angripa patientens organ. Tidigare kända medel av detta slag var vid detta tillfälle kininet mot frossa och i viss mån även salicylpreparaten mot akut ledgångsreumatism.

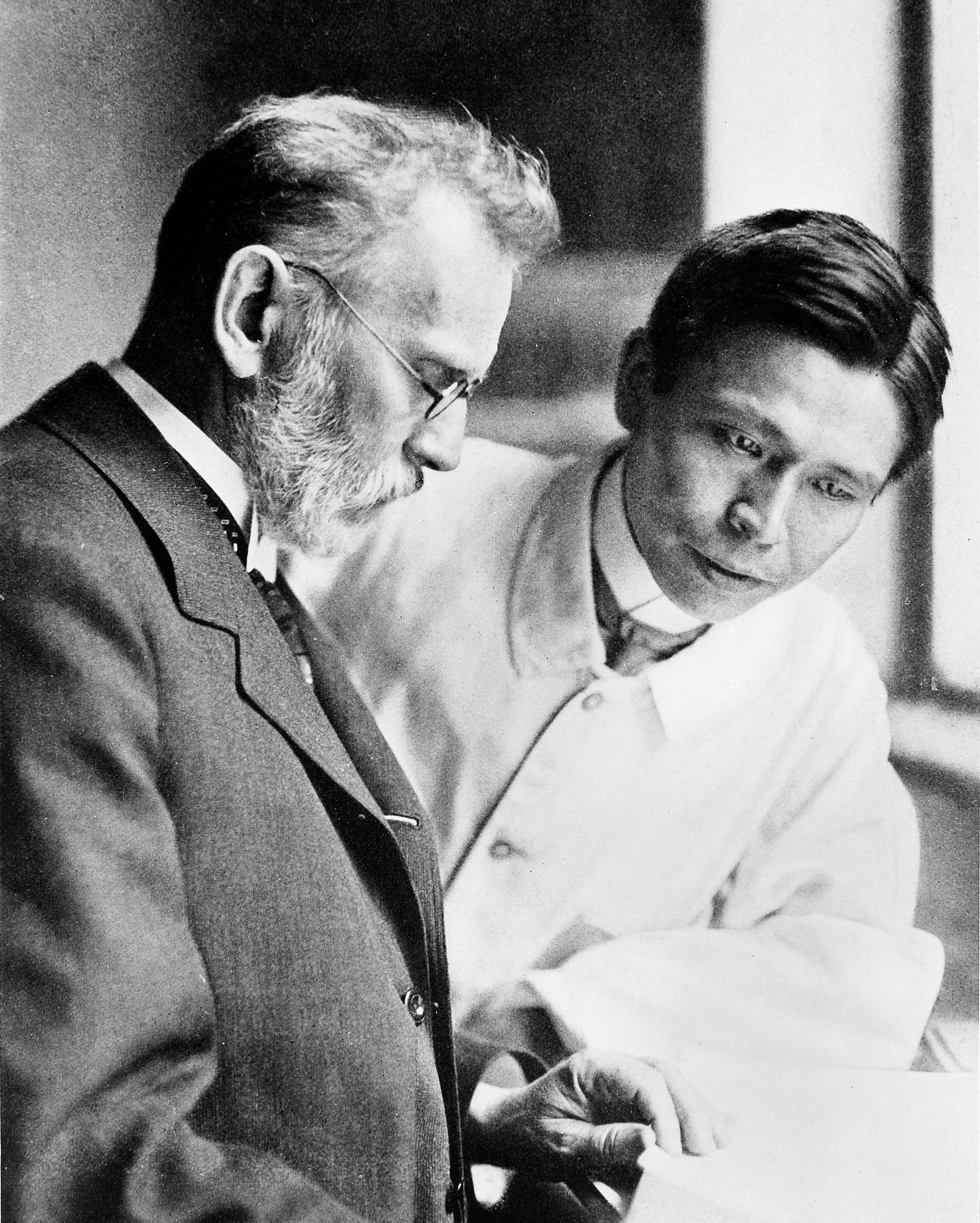
Ehrlich och Hata

Före införandet av arsfenamin hade specifika medel mot sjukdomar orsakade av bakterier ej kunnat framställas, medan sjukdomar orsakade av parasiter lättare kunnat behandlas, bland annat med kinin och med preparat som innehöll kvicksilver och arsenik. Ett sådant preparat var det arsenikinnehållande preparatet atoxyl, som framställts redan 1863, men som hade så svåra biverkningar att det var svårt att använda.
1905 hade Fritz Schaudinn konstaterat att syfilis, som vid denna tid var ett stort folkhälsoproblem, orsakades av bakterien Treponema pallidum. Ehrlich inledde därför ett systematisk sökande efter användbara substanser som skulle kunna ha verkan mot T. pallidum.
Efter planmässigt genomförda försök med hundratals olika arsenikföreningar på djur, som smittats med olika former av mikroorganismer (trypanosomer, spiriller och spiroketer), konstaterade Ehrlich i samarbete med kemisten Alfred Bertheim och bakteriologen Sahachiro Hata att det lämpligaste ämnet var dioxidiamidoarsenobensol (motsvarande struktur A i bilden), som först kallades Ehrlich-Hata 606; siffran var preparatets nummer i Ehrlichs försöksjournal. Det kommersialiserade läkemedlet Salvarsan utgjordes av hydrokloridformen av ämnet.
Preparatet tillverkades av Hoechst och blev snabbt världens mest förskrivna preparat. Det var det mest effektiva medlet mot syfilis tills penicillin blev tillgängligt på 1940-talet.
Det sista Salvarsan-preparatet som såldes i Sverige avregistrerades 1953.

## Verkan och behandlingsform
Arsfenamin försvagar smittämnena även utanför människo- eller djurkroppen, men kan i kroppen verka ännu kraftigare och snabbare. Vid återfallsfeber verkade i regel en enda injektion av 0,2-0,3 gram Salvarsan i blodet hastigt botande; den sjukes organism "steriliserades" i ett slag.
Vid behandling av syfilis ersatte Salvarsan inledningsvis inte den tidigare behandlingen med kvicksilver och kaliumjodid, utan kombinerades ofta med dessa.
Salvarsanet såldes inledningsvis i apotekshandeln som ett blekgult pulver i tillsmälta glaskärl med inert gas för att undvika att preparatet oxiderades av luft. Vid användningen bereddes det till en lösning med nydestillerat, sterilt vatten, litet koksalt och lite natriumhydroxid. Denna lösning injicerade intravenöst i en dos om 0,4-0,6 gram. Inledningsvis provades även subkutan eller intramuskulär injektion som ofta framkallade svåra förändringar på injektionsstället i form av nekros med djupa, svårläkta sår. De tidiga Salvarsanbehandlingarna medförde ofta olika biverkningar, ibland av svårt slag.

Strukturformel för Neosalvarsan, i dimer form.

För att slippa ifrån tillsatsen av natriumhydroxid för att bereda lösningen av Salvarsan framställde Ehrlich det nära besläktade preparatet Neosalvarsan, som är direkt lösligt i vatten. Det var en förening mellan Salvarsan och formaldehyd-sulfoxylsyra. Neosalvarsanet liknade till utseendet salvarsan och såldes i likhet med detta i tillsmälta glasrör.

## Kemisk struktur
Trots att arsfenamin har varit känt länge och spelat en stor roll i läkemedelshistorien, förblev den exakta kemiska strukturen hos preparatet omstridd. Ehrlich syntetiserade ämnet genom att reducera 3-nitro-4-hydroxifenylarsonsyra med ditionit, vilket gav en reaktionsprodukt med den empiriska sammansättningen RA:s • HCl • H2O, där R = 3-amino-4-hydroxifenyl. Genom analogi med då kända azoföreningar föreslog Ehrlich att arsfenamin innehöll en dubbelbindning As=As, det vill säga förelåg som en dimer.
I slutet av 1970-talet ifrågasattes den av Ehrlich föreslagna strukturen på grundval av nya rön inom oorganisk kemi. Den nyzeeländske kemisten Brian K. Nicholson konstaterade att bindningar As=As enbart var stabila vid omfattande steriskt skydd. Det föreslogs därför att substansen kunde ha en polymer eller oligomer struktur, men detta visade sig svårt att undersöka. Först 2005 kunde Nicholson och kollegor fastställa att arsfenamin består av en blandning av olika former med cykliska As-As-bindningar. Denna blandning av (RA:s)3 och (RA:s)5 frisätter långsamt RA:s(OH)2, den oxidationsprodukt som troligen ger arsfenamin dess antisyfilitiska verkan.